# Filmska tehnika
Filmska tehnika je tehnika, ki je omogoča snemanje in predvajanje filmov.
Osnova filmske tehnike je hitra projekcija zaporednih statičnih slik, kar daje občutek gibanja. Osnovni princip je poznan že zelo dolgo, za izum pravega filma konec 19. stoletja pa je bilo potrebno združiti znanje več ved: kemije, optike in tehnike. Kemija je prispevala primeren material za filmski trak in dovolj občutljivo fotografsko emulzijo; optika je prispevala objektiv za kamero in projektor, tehnika pa primeren mehanizem za premikanje filmskega traku.

## Zgodovina filmske tehnike
1832	Belgijski in avstrijski raziskovalec Joseph Antoine Ferdinand Plateau in Simon von Stampfer, neodvisno skonstruirata “čarobno kolo” (fenakistoskop) pripravo pri kateri se z opazovanjem serije slik skozi reže v vrtečem kolesu, ustvari v gledalcu občutek gibajoče slike.
1834	Na podlagi zgodnejših podobnih naprav George Horner skonstruira napravo, ki jo je imenoval »daedaleum”, kasneje pa je postala znana pod imenom »zoetrop«. Za razliko do fenakistoskopa je omogočala opazovanje risanke več gledalcem hkrati.
1877 	Charles-Émile Reynaud skonstruira praksinoskop, pripravo podobno zoetropu, le da slike namesto sozi reže opazujemo preko zrcal nameščenih v notranjosti valja.
1878 	Eadweard Muybridge s pomočjo serije fotoaparatov postavljenih ob konjeniški progi posname zaporedne fotografije konjskega teka.
1879	Eadweard Muybridge skonstruira “zoopraksiskop”, pripravo, ki projecira slike iz vrteče steklene plošče.
1888	Filmski trak izdelajo iz celuloida: zmesi nitroceluloze (70 %), kafre (25 %) in manjših količin drugih dodatkov.
1888	Francoski izumitelj Louis Le Prince, s pomočjo svoje lastne naprave, ki združuje kamero in projektor posname 2  do 4 sekundi dolg film (odvisno od hitrosti predvajanja) z naslovom »Roundhay Garden Scene”.
1891	Thomas Edison predstavi »kinetoskop«, pripravo za gledanje filmov sestavljeno iz neskončnega krožnega filmskega traku, žarnice in hitre zaslonke.
1892	Francoski izumitelj Léon Bouly skonstruira “kinematograf”. Pripravo, ki združuje filmsko kamero, razvijanje in filmski projektor.
1894	S to kamero Brata Lumière posnameta film z naslovom »Sortie de l'usine Lumière à Lyon« (Delavci odhajajo iz Lumierjeve tovarne), ki je trajal 45 sekund. Velja za prvi film, ki je bil komercialno predvajan.
1895 	Prvo javno predvajanje tega filma
1897	Thomas Edison patentira “kinetografsko kamero”
1895	Thomas Edison predstavi »kinetofon«, dopolnjeno verzijo kinetoskopa, ki je vključevala še »cilindrični fonograf«, pripravo za predvajanje zvoka.
1896	Francoz Georges Méliès,  čarovnik-iluzionist, kasneje pa režiser, odkrije prvi »filmski trik«: stop trik. Pri tem triku med snemanjem določenega objekta ustavimo kamero, ki je nameščena na stojalu. Snemani objekt odstranimo iz kadra ali ga nadomestimo z drugim, nato pa ponovno poženemo kamero.  Pri gledanju filma nastane vtis, kot da je predmet izginil oz. se spremenil. Kasneje je Georges Méliès odkril še druge filmske trike.  Dvojna ekspozicija je trik pri katerem na filmski trak posnamemo prvi objekt, filmski trak previjemo nazaj in na isti trak posnamemo še drugi objekt. Pri predvajanju filma vidimo oba predmeta hkrati. Skrajšanje časa je trik, pri katerem posamezne sličice na filmski trak posnamemo v daljših presledkih npr. vsako minuto eno sličico. Ko film predvajamo pri normalni hitrosti (25 sličic na sekundo), se dogodki odvijajo močno pospešeno: cvet, ki se v resnici odpira 2 uri, se bo na posnetku odprl v 5 sekundah.
1896	Nikola Tesla, izumitelj radia, ki je pri Edisonu videl kinetoskop in filmski projektor, razmišlja o prenosu slike preko radijskih valov in s tem napove razvoj televizije.
1926	V Holywoodu predstavijo sistem »Vitafon« za predvajanje zvočnega filma. Pri tem sistemu je bil zvočni zapis posnet na ločenem nosilcu, ki je prenesel le 20 predvajanj.
1927	Posnet prvi film z zvočnim dialogom: Pevec jazza
1928	Posnet prvi v celoti zvočni film: Luči New Yorka
1938	Filmski trak izdelajo iz celuloznega acetata, snovi, ki je v primerjavi z do tedaj uporabljanim hitro vnetljivim celuloidom bolj varna.
1950	Pojavi se moda širokega formata filmske projekcije (widescreen), z razmerjem stranic širina : višina = 2,3 : 1 ali celo 2,5 : 1. Do takrat je bil najbolj uporabljan format 4 : 3, kar je 1,33 : 1. Tehnično so to rešili z uporabo anamorfne leče, ki je sliko po širini pomanjšala oz. povečala za faktor 2 več kot po višini.
1972	Garrett Brown izumi »steadycam«, posebno stojalo, ki filmsko kamero preko sistema vzmetenih ročic povezuje s telesom snemalca. Omogoča snemanje med sunkovitim gibanjem snemalca preko neravne podlage, ne da bi se pri tem tresljaji in sunkoviti gibi prenašali na kamero.
1982	Filmski trak izdelajo iz poliestra, ki je v primerjavi s celuloznim acetatom bolj trajen.